# Station de semences
Une station de semence est un site aménagé pour recevoir des semences récoltées de différentes espèces agricoles, les nettoyer, les trier plus ou moins finement, les traiter et les enrober et les conditionner avant leur livraison aux agriculteurs.

## Équipements[1]

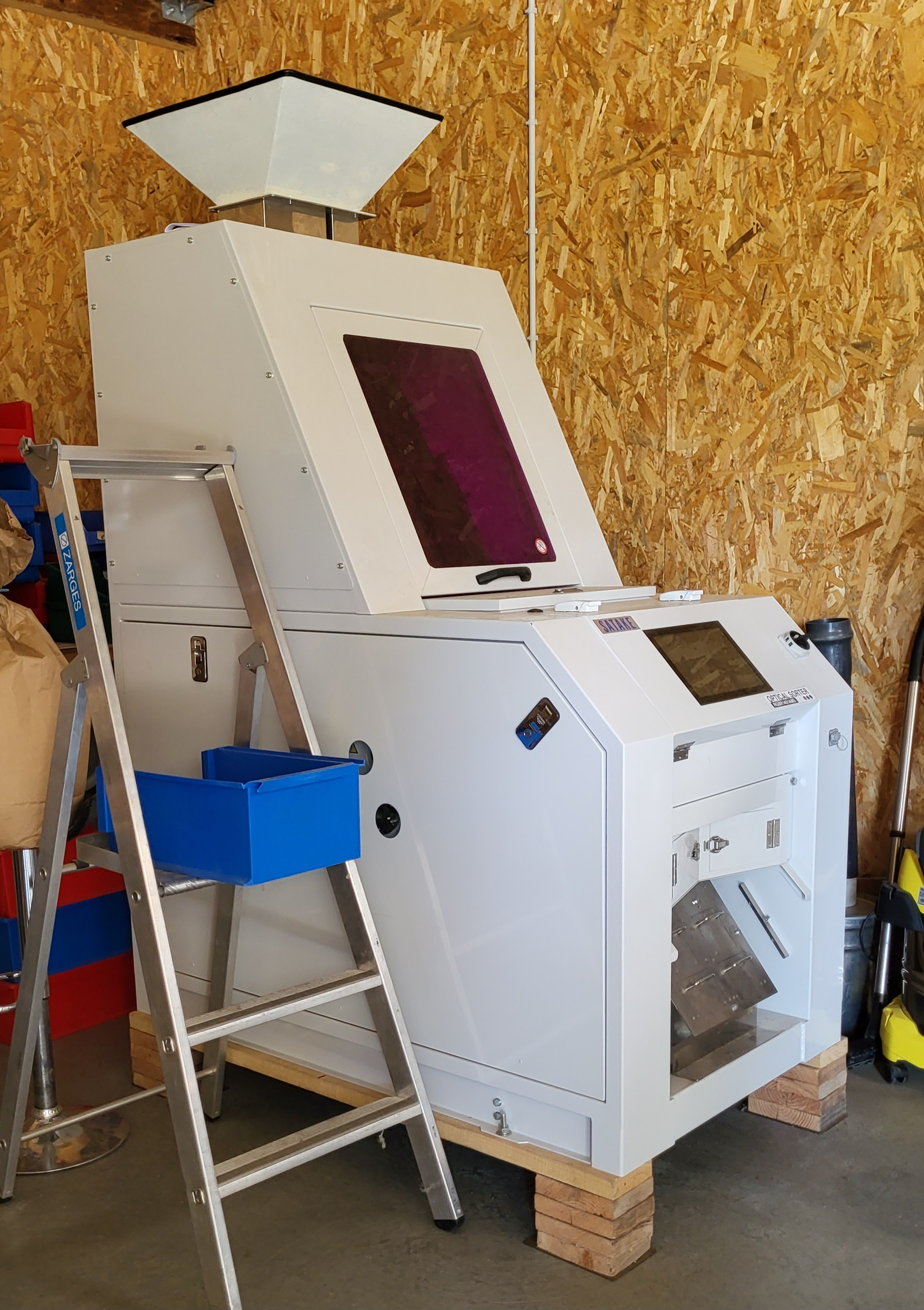
Trieur optique permettant l'élimination de graines de couleur légèrement différentes dans un établissement producteur de semences potagères et florales

Les stations de semences sont équipée de différents appareils tels que :
- Trémie de réception
- Pré-nettoyeur
- Ébarbeur : pour supprimes les aspérités telles que les barbes de l'orge
- Nettoyeur séparateur[2]
- Table densimétrique
- Batterie de trieurs alvéolaires
- Calibreur
- Trieur optique
- Appareil de traitement en Batch[1] permettant d'appliquer différents types de produits : substances actives, formulants, adjuvants afin de protéger et enrober les semences.
- Système automatisé assurant la mise en sacs ou en big doses, l'apposition du certificat et la fermeture des emballages[3].

Un laboratoire d'analyse est généralement associé à la station pour procéder aux examens nécessaires : propreté, pureté, faculté germinative, état sanitaire,...

### Cas des semences fermières
Différents appareils mobiles permettent de réaliser les triages et les traitements de semences fermières dans les exploitations agricoles dans le cadre du triage à façon,.

### Cas des semences potagères et florales
Pour nettoyer et trier les nombreuses espèces dont les semences sont de petites dimensions, une gamme spécifique de matériels sont fabriqués pour permettre de réaliser ces opérations sur des quantités souvent plus faibles.